# Blepharolejeunea chimantaensis
Blepharolejeunea chimantaensis là một loài Rêu trong họ Lejeuneaceae. Loài này được Slageren & Kruijt mô tả khoa học đầu tiên năm 1985.